# Lend Me Your Comb
Lend Me Your Comb è un brano composto da Kay Twomey, Fred Wise e Ben Weisman ed originariamente pubblicato da Carl Perkins come b-side del singolo Glad All Over del 1958. Sono stati tre gli artisti che hanno eseguito una cover del brano: i Beatles (con varie versioni pubblicate), gli Hoodoo Gurus ed il Rockhouse Trio.

## I Beatles
I Beatles inclusero il brano nella scaletta dei loro concerti a partire dal 1961: testimone di ciò è la presenza sul bootleg Live! at the Star-Club in Hamburg, Germany; 1962, contenente nastri di un concerto ad Amburgo. Inoltre, i Fab Four registrarono una versione per la BBC ai Maida Vale Studios il 2 luglio 1963. Venne eseguita per la prima volta nel programma Pop Go the Beatles trasmesso il 16 luglio; di sei canzoni apparse su di esso, vi erano cinque covers (Lend Me Your Comb, That’s All Right (Mama), Carol, Soldier of Love e Clarabella), tutte, eccetto la prima, pubblicate su Live at the BBC, e una versione di There's a Place, ancora inedita. A differenza delle altre quattro canzoni, questo pezzo è stato escluso da Live at the BBC, ma pubblicato sull'Anthology 1 del 1995 e su On Air - Live at the BBC Volume 2.
John Lennon filmò una sua performance del pezzo all'hotel St. Regis di New York per il film Clock del 1971, mentre Paul McCartney ha registrato due versioni: una, pubblicata su bootlegs, assieme a Perkins, registrata il 27 aprile 1993, mentre una, ancora non pubblicata in alcun modo, era stata incisa per l'album CHOBA B CCCP del 1987.

## Formazione
- John Lennon: voce, chitarra ritmica
- Paul McCartney: voce, basso elettrico
- George Harrison: chitarra solista
- Ringo Starr: batteria[1]